# NGC 4051

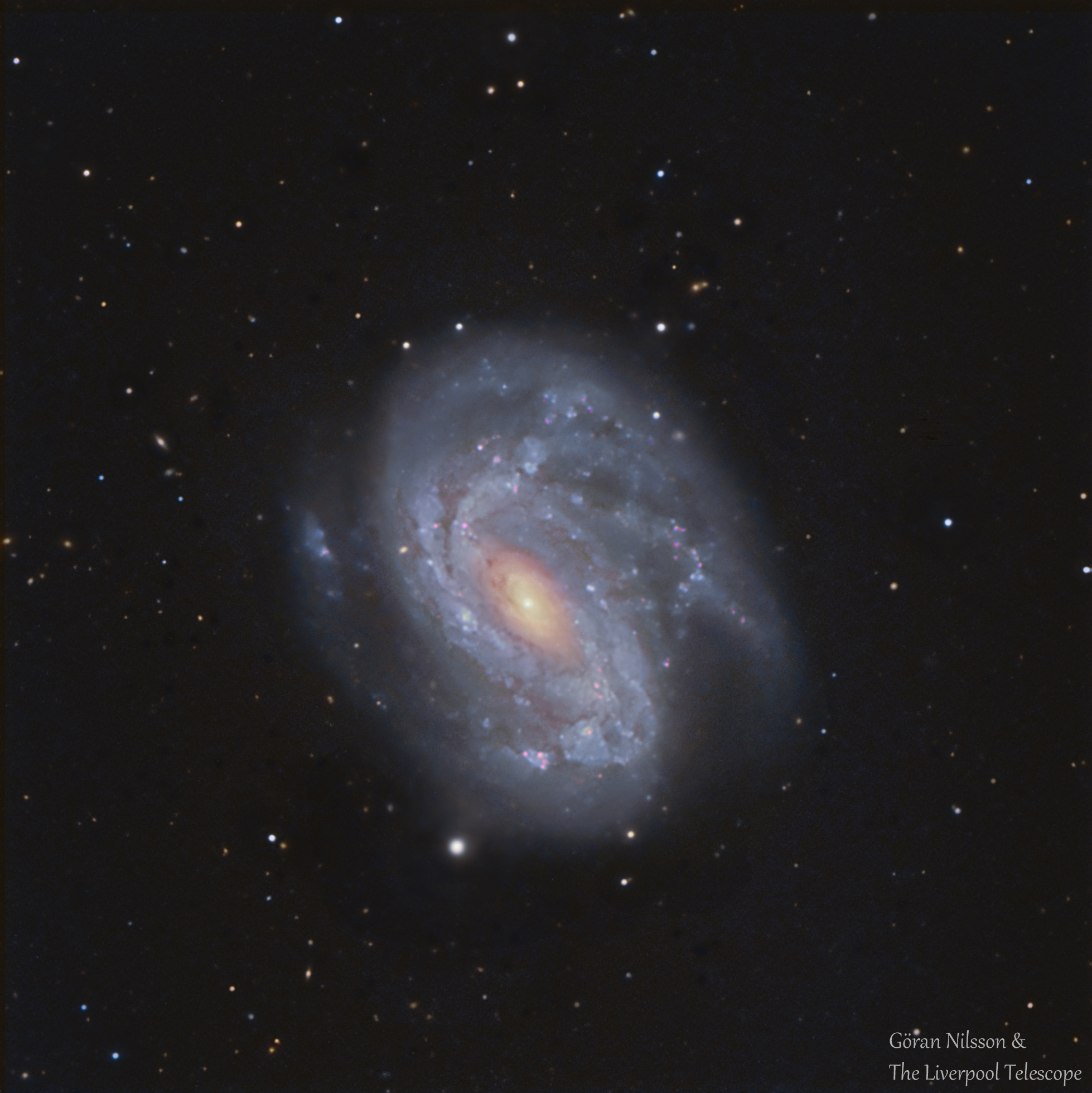
NGC 4051の画像

NGC 4051は、おおぐま座の方角にある渦巻銀河である。中心に超大質量ブラックホールを含む。
この銀河は、Multicolor Active Galactic Nuclei Monitoringの2mの望遠鏡で研究された。
この銀河は明るいX線を放出するセイファート銀河であるが、1998年初頭のベッポサックスの観測によると、X線放射は止まった。